# Оболсуново (деревня станции)
Оболсуново — деревня станции в Тейковском районе Ивановской области России. Входит в Большеклочковское сельское поселение.

## География
Деревня находится в юго-западной части Ивановской области, в зоне хвойно-широколиственных лесов, при железнодорожной линии Александров — Иваново, на расстоянии примерно 5 километров (по прямой) к северо-востоку от города Тейково, административного центра района. Абсолютная высота — 139 метров над уровнем моря.
Климат
Климат характеризуется как умеренно континентальный, с умеренно холодной многоснежной зимой и тёплым летом. Средняя температура воздуха самого холодного месяца (января) — −11,6 °C (абсолютный минимум — −46 °C); самого тёплого месяца (июля) — 18,4 °C (абсолютный максимум — 35 °C). Безморозный период длится около 126 дней. Годовое количество атмосферных осадков составляет 560—615 мм, из которых большая часть выпадает в тёплый период.
Часовой пояс
Деревня станции Оболсуново, как и вся Ивановская область, находится в часовой зоне МСК (московское время). Смещение применяемого времени относительно UTC составляет +3:00.

## Население
| 2010 |
| ---- |
| 24   |

Национальный состав
Согласно результатам переписи 2002 года, в национальной структуре населения русские составляли 90 % из 30 чел.